# 屏東扶風宮
屏東扶風宮是中華民國臺灣屏東縣屏東市扶風里的一座宮廟，主祀萬府王爺。

## 歷史
扶風宮奉祀的代天巡狩萬薛池府三千歲，初祀於澎湖縣湖西鄉林投村鳳凰殿，1918年由信徒奉香火來扶風里，1926年塑金身設扶芳壇於扶風里楠樹腳，1933年秋地方士紳始倡建廟，1934年破土動工，1936年冬落成，名扶風宮。戰後澎湖移民大量移來扶風里，1958年春進行內外重修，至1959年完成。